# 李宗閔
李宗閔（生年不詳—846年），字損之，出自唐朝宗室小郑王房，唐朝宗室、官员。

## 生平
貞元二十一年（805年）進士，因與牛僧孺詆毀時政，觸怒宰相李吉甫。後來與李吉甫子李德裕結怨，形成黨爭，即史稱“牛李黨爭”，但一般認為牛僧孺並非牛黨代表人物，只是李宗閔拉攏的對象，所以有人又稱為“李李黨爭”（李宗閔、李德裕之爭）；但也有人認為李宗閔其實無黨，應該是牛僧孺跟李德裕之間的“黨爭”。
元和年間牛李兩派的爭執點是如何對待藩鎮割據。宰相李吉甫、武元衡、裴度等人主剿，另一派宰相李絳、韋貫之、李逢吉主撫。憲宗和當權宦官吐突承璀則支持主戰派。雖然宰相李吉甫因而得勢，但是當時黨爭還未明顯。
長慶元年（821年），中書舍人李宗閔之婿蘇巢登第，段文昌向穆宗奏稱禮部貢舉不公，穆宗派人重考，結果原榜十四人中，僅三人勉強及第。於是錢徽、李宗閔、楊汝士都因此被貶官，懷恨在心。至此“德裕、宗閔各分朋黨，更相傾軋，垂四十年”。文宗曾有“去河北賊易，去朝廷朋黨難”的感慨。開成五年（840年），唐武宗即位，牛黨失勢，李德裕自淮南節度使入為宰相，朝綱獨斷。會昌六年（846年）三月，唐武宗死，唐宣宗即位，李黨失勢，李德裕被貶為崖州司戶參軍。李宗閔被召還朝，未至病亡。陳寅恪認為，牛李黨爭反映了科舉出身的士子與傳統貴族的權力鬥爭。

## 家庭

### 六世祖
- 李元懿，郑惠王[1]

### 高祖
- 李敬，嗣郑王[1]

### 曾祖
- 李察言，大鸿胪[1]

### 祖父母
- 李自仙，楚州别驾、赠司徒[1]
- 南阳张氏，鲁国太夫人[1]

### 父母
- 李䎖，银青光禄大夫、左散骑常侍、上柱国、陈留郡开国公[1]
- 京兆韦氏，出自龙门公房，隋朝晋州总管府长史、龙门县公韦遵通五世孙女，隋朝河间县县令韦善才玄孙女，唐朝兰州刺史、龙门县公韦大明曾孙女，慈密二州刺史韦廉孙女，彭王府司马韦起第二女，封岐阳县君，追赠冯翊郡太夫人[1]

### 兄弟姐妹
- 李宗冉，右司卫兵曹[1]
- 李氏，嫁左拾遗、太常博士、尚书郎南阳樊定纪[1]
- 李氏，嫁左台监察御史河南元谷[1]
- 李氏，嫁左台监察御史博陵崔蠡[1]

### 妻妾
- 京兆韦氏，出自逍遥公房，北周逍遥公韦夐七世孙女，泾州灵台令韦令悌曾孙女，绛州稷山尉韦咸孙女，江州刺史韦汎独女[2]
- 段氏，侍妾

### 子女
- 李琨，字希立
- 李瓚，字公锡，汲泉桂三州刺史
- 李氏，嫁宰相韋執誼子鄭州刺史韋瞳[3]
- 李氏，嫁武功苏兖

## 延伸阅读
[在维基数据编辑]
 在维基文库阅读此作者作品
 《新唐書·卷174》，出自《新唐書》
 《舊唐書/卷176》，出自刘昫《舊唐書》